# Két arab lovag
A Két arab lovag 1927-ben bemutatott amerikai vígjáték, amelyet Lewis Milestone rendezett. A történet középpontjában két amerikai katona áll, akik az első világháborúban német hadifogságba esnek, de sikerül megszökniük, és kalandok során keresztül Arábiába jutnak.
A produkció elnyerte az első Oscar-díj ceremónián a legjobb rendezés díját komédia kategóriában. Az első Oscar átadón még kettéválasztották a komédiai és drámai műfajt. A filmet később sokáig elveszettnek hitték, de Howard Hughes halála után megtalálták az eredeti kópiát a producer gyűjteményében.

## Szereposztás
| Színész         | Karakter              |
| --------------- | --------------------- |
| William Boyd    | W. Dangerfield Phelps |
| Louis Wolheim   | Peter O'Gaffney       |
| Mary Astor      | Mirza                 |
| Boris Karloff   | Élelmezési tiszt      |
| Ian Keith       | Ben Ali               |
| DeWitt Jennings | Amerikai konzul       |

## Oscar-díj
- Oscar-díj (1929)
  - díj: legjobb rendező, komédia – Lewis Milestone

## Fordítás
Ez a szócikk részben vagy egészben  a   Two_Arabian_Knights című angol Wikipédia-szócikk fordításán alapul.  Az eredeti cikk szerkesztőit annak laptörténete sorolja fel. Ez a jelzés csupán a megfogalmazás eredetét és a szerzői jogokat jelzi, nem szolgál a cikkben szereplő információk forrásmegjelöléseként.